# Jane Goodall
Jane Goodall (Londres, 3 de abril de 1934), registrada al nacer como Valerie Jane Morris Goodall, exbaronesa Jane van Lawick-Goodall, es una etóloga inglesa y Mensajera de la Paz de la Organización de las Naciones Unidas. Es considerada pionera en el estudio de los chimpancés salvajes y conocida por su estudio de más de sesenta años de duración sobre las interacciones sociales y familiares de los chimpancés salvajes en el parque nacional Gombe Stream en Tanzania.
Es la fundadora del Instituto Jane Goodall y del programa Roots & Shoots (Raíces y Brotes). Ha hecho una gran labor en materia de conservación y bienestar animal. Dado que el chimpancé es actualmente la especie genéticamente más cercana al Homo sapiens, sus hallazgos revolucionaron los conocimientos que se tenían no solo de los chimpancés, sino también del ser humano. Fue la primera persona en descubrir que los chimpancés eran capaces de fabricar y utilizar herramientas, algo que hasta entonces se consideraba exclusivo de los seres humanos. 

Pertenece al comité del Proyecto de los Derechos Humanos desde su fundación en 1996.

## Biografía
Nació en Londres, en 1934. Sus padres fueron Mortimer Herbert Morris-Goodall, un hombre de negocios, y Margaret Myfanwe Joseph, una novelista que escribía bajo el seudónimo Vanne Morris-Goodall. De niña, recibió de regalo un chimpancé de peluche al que su padre nombró «Jubilee». Su cariño al juguete fue el inicio de su amor por los animales. A la fecha, el juguete se encuentra en su casa en el sur de Inglaterra. Ella escribió en su libro, Reason for Hope (Motivo de esperanzas): «Las amistades de mi madre se horrorizaban con este juguete, pensando que me asustaría y me causaría pesadillas». Goodall tiene una hermana, Judith, con quien comparte la fecha de su nacimiento, aunque entre ellas hay una diferencia de cuatro años de edad.

## África
Goodall siempre ha sido una apasionada de los animales y de África, lo cual la llevó a la granja de una amiga suya en las tierras altas de Kenia en 1957. Allí consiguió trabajo de secretaria y, siguiendo el consejo de su amiga, llamó por teléfono al paleontólogo y arqueólogo keniano, Louis Leakey, para concertar una cita en la que conversar sobre animales. Leakey, que creía que el estudio de los grandes simios podría dar pistas sobre la conducta de los primeros homínidos, estaba en busca de un investigador de chimpancés, aunque esta idea la guardó para sí mismo. En vez de lo anterior, propuso a Goodall que trabajara de secretaria para él. Después de que su esposa Mary Leakey lo aprobara, Louis facilitó el viaje de Goodall a la Garganta de Olduvai en Tanzania.
En 1958, Goodall viajó a Londres para estudiar la conducta de los primates con Osman Hill y la anatomía de los primates con John Napier. Leakey recaudó fondos y, el 14 de julio de 1960, Goodall llegó a la Reserva de Caza de Gombe Stream (que luego se convertiría en el Parque nacional Gombe Stream), siendo la primera de las famosas científicas impulsadas por Dr. Leakey conocidas como «Las Trimates». Su madre la acompañó, pues su presencia era necesaria para satisfacer las exigencias de las autoridades. Tanzania era Tanganica en esa época, un protectorado británico.
Tras sus revolucionarios descubrimientos sobre la conducta de los chimpancés, Goodall fue aceptada en la Universidad de Cambridge donde obtuvo un doctorado (PhD) en etología. Fue la octava persona a la que se le permitió estudiar un doctorado sin contar con una licenciatura previa. En 1965, defendió su tesis  bajo la tutela de Robert Hinde, antes profesor de St. John's College, Cambridge, titulada: «Comportamiento de los chimpancés en libertad», en la que detallaba los primeros cinco años de su estudio en el Parque nacional Gombe Stream.

## Vida personal
El 28 de marzo de 1964 se casó con el fotógrafo y videógrafo de National Geographic que había ido a registrar su trabajo en Gombe, el barón Hugo van Lawick, en la Chelsea Old Church, Londres, y ella se hizo conocida con el nombre de baronesa Jane van Lawick-Goodall durante su matrimonio. La pareja tuvo un hijo, Hugo Eric Louis (nacido en 1967), y se divorciaron en 1974. Al siguiente año, se casó con Derek Bryceson (miembro del parlamento de Tanzania y director de parques nacionales), quien falleció de cáncer en octubre de 1980. Con su posición en el gobierno de Tanzania como dirigente del sistema de parques nacionales, Bryceson consiguió proteger la investigación de Goodall, así como poner en marcha una prohibición al turismo en Gombe mientras estuvo vivo.
Al ser preguntada si creía en Dios, Goodall dijo en septiembre del 2010: «No tengo idea de quién o qué es Dios. Pero sí creo en un poder espiritual mayor. Lo siento en particular cuando estoy en la naturaleza. Es algo que es más grande y más fuerte que yo o cualquiera. Lo siento. Eso es suficiente para mí.»

## Vida profesional

### Investigación en el Parque nacional Gombe Stream
Goodall es conocida por sus estudios sobre la vida social y familiar de los chimpancés. Empezó a estudiar en la comunidad de chimpancés de Kasakela, en el parque nacional Gombe Stream, Tanzania, en 1960. Sin un trasfondo universitario que influenciara su investigación, Goodall observó cosas que las estrictas doctrinas científicas habrían pasado por alto. En vez de numerar a los chimpancés que observaba, les daba nombres, y notó que tenían personalidades únicas e individuales, una idea nada convencional para su tiempo. Descubrió que «no solamente los seres humanos tienen personalidad, y son capaces de tener pensamiento racional y emociones como alegría y tristeza». Además observó conductas como abrazos, besos, palmadas en la espalda e incluso cosquillas, las cuales nosotros consideramos como acciones «humanas». Goodall insiste que estos gestos son evidencia de «las relaciones afectivas, cercanas y de apoyo que se establecen entre miembros de la familia y otros individuos dentro de una comunidad, que puede tener una esperanza de vida de más de cincuenta años». Estos hallazgos sugieren que las similitudes entre humanos y chimpancés no solo son genéticas sino que pueden ser vistas en las emociones, inteligencia y relaciones familiares y sociales.
La investigación de Goodall en Gombe Stream es reconocida por la comunidad científica al contradecir dos creencias muy arraigadas en aquel entonces: que solamente los humanos podían crear y utilizar herramientas, y que los chimpancés eran vegetarianos. Observando a un chimpancé alimentarse de un termitero, pudo apreciar que colocaba repetidamente tallos de hierba en los hoyos del montículo y los extraía cubiertos de termitas, un procedimiento que recordaba la pesca. Los simios también tomaban ramitas de los árboles y les quitaban las hojas, para hacerlas más efectivas, una manera de modificar objetos, lo que es el inicio rudimentario de la construcción de herramientas. Los seres humanos se habían distinguido por mucho tiempo a sí mismos del resto del reino animal, como «homo faber, el creador de herramientas». En respuesta a los hallazgos revolucionarios de Goodall, Louis Leakey escribió: «Ahora, debemos de redefinir al hombre, redefinir las herramientas ¡o aceptar a los chimpancés como humanos!»
En contraste con las conductas cariñosas y pacíficas que observó, Goodall también encontró el lado agresivo de la naturaleza de los chimpancés en Gombe Stream. Descubrió que estos animales hieren y cazan sistemáticamente a primates más pequeños, como monos colobos. Goodall observó a un grupo de caza aislar un colobo en la parte alta de un árbol y bloquear todas las posibles salidas, y después a un chimpancé trepar, capturar y matar al colobo. Entonces, los otros tomaron cada uno una parte del cadáver, y lo compartieron con los miembros restantes del grupo, en respuesta a conductas de ruego. Los chimpancés de Gombe matan y devoran hasta a un tercio de la población de colobos en el parque cada año. Esto, hecho por su propia cuenta, fue un gran descubrimiento que desafió las concepciones previas sobre la conducta y dieta de los chimpancés.
Pero, tal vez aún más alarmante y perturbadora era la tendencia a la agresión y violencia dentro de los grupos de chimpancés. Goodall observó a hembras dominantes matar deliberadamente a hembras más jóvenes en el grupo para mantener su dominancia, a veces llegando al canibalismo. Ella comenta de esta revelación:

«Durante los primeros diez años del estudio había creído [...] que los chimpancés de Gombe eran, en su mayor parte, más agradables que los seres humanos. [...] Después hallamos que los chimpancés pueden ser brutales— que ellos, como nosotros, tenían un lado oscuro en su naturaleza».

Goodall describió la guerra Chimpancé de Gombe ocurrida en 1974-1978 en sus memorias, A través de una ventana: mis treinta años con los chimpancés de Gombe. Sus descubrimientos revolucionaron el conocimiento contemporáneo de la conducta del chimpancé, y fueron evidencia de las similitudes sociales entre chimpancés y humanos, aunque de una manera mucho más oscura.
Goodall también se diferenció de las convenciones tradicionales nombrando a los animales en sus estudios en vez de asignarle un número a cada uno. La numeración era una práctica casi universal en ese tiempo y se creía que era importante para eliminar el propio apego emocional al objeto estudiado. Esto le permitió desarrollar una conexión cercana con los chimpancés y convertirse en el único ser humano aceptado en una sociedad de chimpancés, hasta la fecha. Ella fue el miembro con menor estatus de un grupo por un periodo de veintidós meses. Algunos de los chimpancés que Goodall nombró en sus años en Gombe fueron:
- David Greybeard, un macho con mentón gris, que fue el primero en abrirse a Goodall.[23]
- Goliath, un amigo de David Greybeard, originalmente el macho alfa, nombrado así por su naturaleza audaz.
- Mike, quien utilizando su astucia e improvisación desplazó a Goliath y se convirtió en macho alfa.
- Humphrey, un macho alto y bravucón.
- Gigi, una hembra grande y estéril quien se regocijaba en ser la "tía" de cualquier joven chimpancé o humano.
- Mr. McGregor, macho mayor y beligerante.
- Flo, una hembra maternal y con estatus alto, de nariz bulbosa y orejas rasgadas, y sus hijos: Figan, Faben, Freud, Fifi, y Flint.[24][25]
- Frodo, el segundo hijo de Fifi, un macho agresivo que atacaba frecuentemente a Jane y que, en última instancia, la forzó a dejar el grupo cuando se convirtió en el macho alfa.[26]

### Instituto Jane Goodall

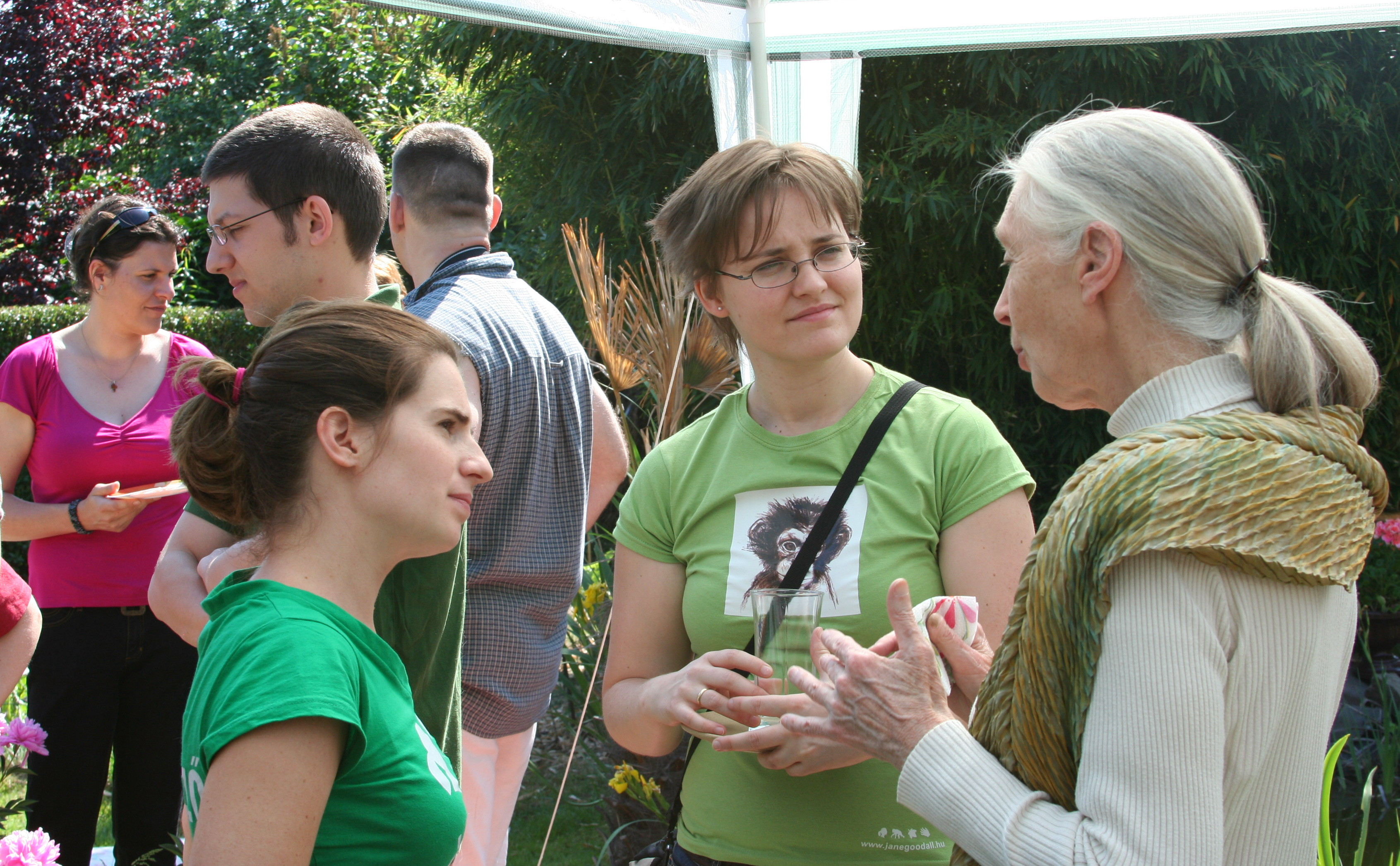
Jane Goodall en 2009, con miembros de Roots & Shoots de Hungría.

En 1977, Goodall estableció el Instituto Jane Goodall (IJG), el cual apoya a la investigación de Gombe, y del cual ella es la líder global, en un esfuerzo por proteger a los chimpancés y sus hábitats. Con treinta oficinas alrededor del mundo, el IJG es altamente reconocido por sus programas de conservación y desarrollo en África, innovadores y centrados en la comunidad. Su programa global para la juventud, Roots & Shoots (Raíces y Brotes), se inició en 1991 cuando un grupo de dieciséis adolescentes locales se reunieron con ella en su porche trasero, en Dar es Salaam, Tanzania. Ellos estaban ansiosos por discutir una variedad de problemas de los que sabían por experiencia y que les causaban gran preocupación. La organización ahora tiene más de diez mil grupos en más de sesenta países.

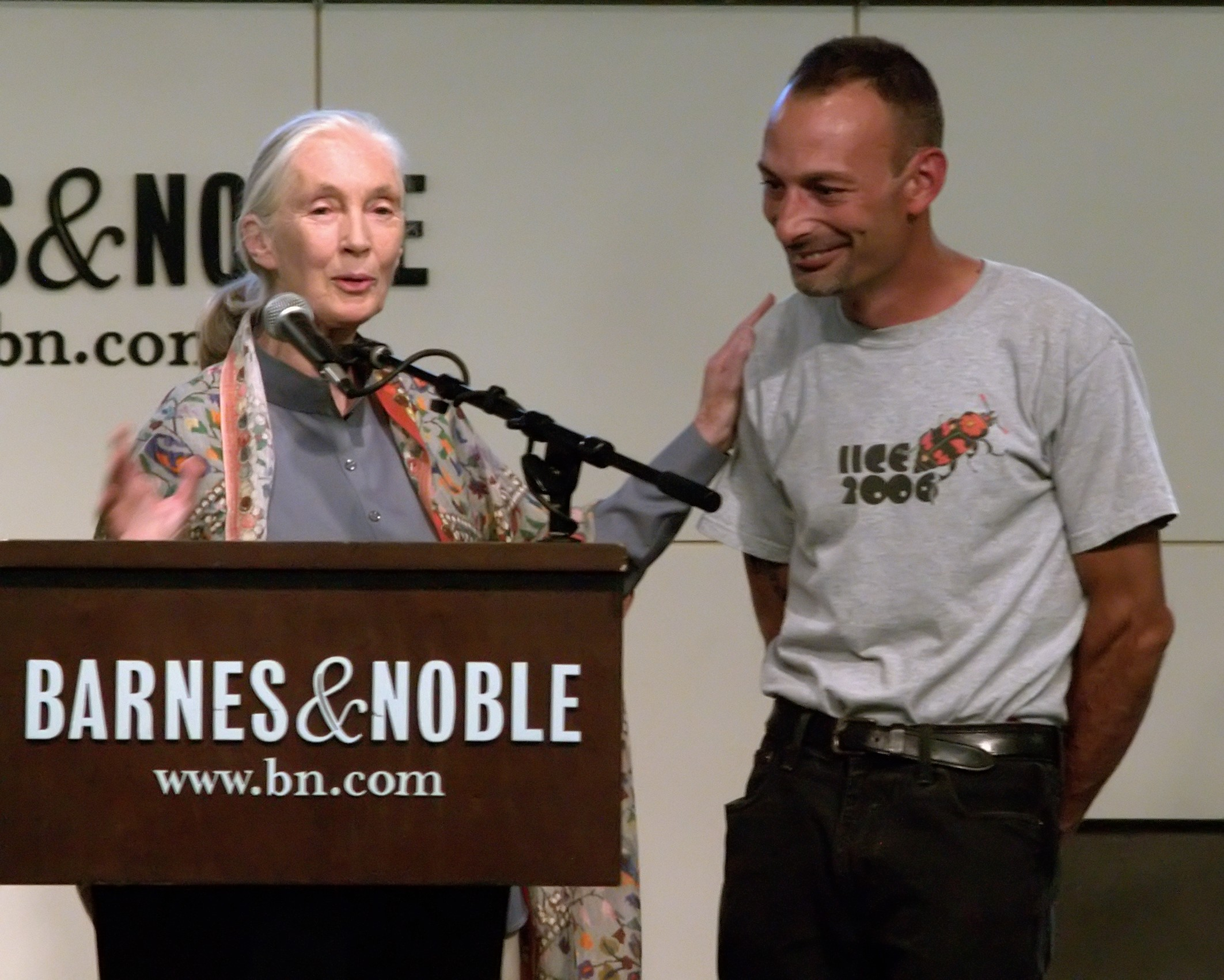
Goodall en 2009, con Lou Perrotti, que contribuyó a su libro Hope for Animals and Their World (Esperanza para los animales y su mundo).

Debido a la excesiva cantidad de notas escritas a mano, fotografías e información apilándose en el hogar de Jane en Dar es Salaam a mediados de los 90, se creó el Instituto Jane Goodall para el Estudio de los Primates, en la Universidad de Minnesota, para organizar y almacenar esta información. Actualmente los archivos de información originales de Jane Goodall residen ahí y se han digitalizado, analizado y ubicado en una base de datos en línea. El 17 de marzo de 2011, el portavoz de la Universidad de Duke Karl Bates anunció que los archivos se moverían a Duke, bajo la supervisión de Anne E. Pusey, la directora de antropología evolutiva de Duke, quien administraba los archivos en Minessota y trabajaba con Goodall en Tanzania y había trabajado en Duke por un año.
Hoy en día,[¿cuándo?] Goodall dedica todo su tiempo a la defensa de los chimpancés y su ambiente, y hasta antes de la erupción de la pandemia global de COVID-19, viajaba casi trescientos días al año. Goodall también es miembro del consejo del santuario de chimpancés más grande fuera de África, Save the Chimps (Salven a los Chimpancés), en Fort Pierce, Florida.
En 2019, el Instituto Jane Goodall fue galardonado por la Fundación BBVA con uno de sus Premios a la Conservación de la Biodiversidad. Junto al instituto, también recibieron reconocimiento el Fondo Asturiano para la Protección de los Animales Salvajes (FAPAS) y el naturalista Joaquín Gutiérrez Acha.

### Activismo

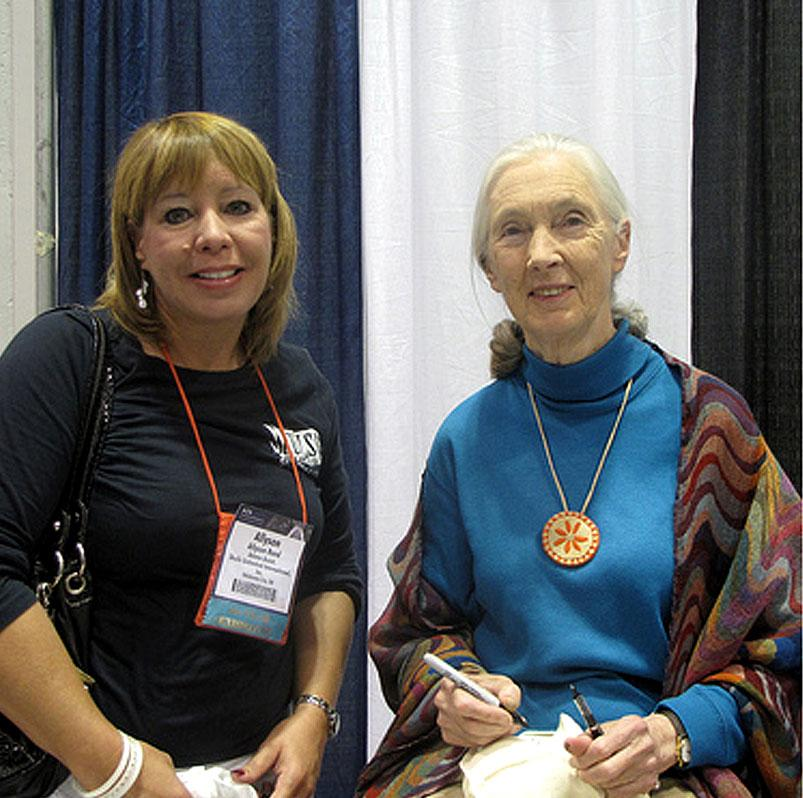
Goodall con Allyson Reed, de Skulls Unlimited International, en la conferencia anual de la Asociación de Zoológicos y Acuarios, en septiembre del 2009.

Goodall fue presidenta de Advocates for Animals (Defensores de los Animales), una organización que se opone al uso de animales en investigación médica, zoológicos, granjas y deportes, cuya base está en Edinburgo, Escocia.[cita requerida]
Goodall es vegetariana, y propugna esta dieta por motivos éticos, ambientales y de salud. En El mundo interior de los animales de granja, Goodall escribe que los animales de granja son «mucho más conscientes e inteligentes de lo que nunca imaginamos y, a pesar de haber sido criados como esclavos domésticos, son seres individuales en derecho propio. Como tales, merecen nuestro respeto y ayuda. «¿Quién alegará por ellos si nosotros nos quedamos en silencio?» Goodall también ha dicho: «Miles de personas que dicen "amar" a los animales se sientan una o dos veces al día a disfrutar la carne de criaturas que han sido tratadas con muy poco respeto y gentileza solamente para crear más carne.»
En abril de 2008, Goodall dio una cátedra titulada «Motivo de esperanza», en el Instituto Joan B. Kroc de Universidad de San Diego para la Serie de Cátedras para la Paz y Justicia.
En mayo del 2008, Goodall describió el nuevo recinto para primates del Zoológico de Edimburgo como unas «maravillosas instalaciones» donde los monos «probablemente se encuentran mejor [que aquellos] en la naturaleza en áreas como Budongo, donde uno de cada seis queda atrapado en trampas de alambre y en países como el Congo, donde los chimpancés, monos y gorilas son cazados para comercializarlos como alimento». Estas declaraciones no fueron del agrado de Advocates for Animals, que tiene otra visión sobre los animales cautivos. En junio de 2008 Goodall confirmó haber renunciado a la presidencia de la organización, la cual había llevado adelante desde 1998, refiriéndose a su apretada agenda y que ya «no tengo tiempo para ellos».
Goodall es madrina de eventos de caridad centrados en el desarrollo sostenible de la población Population Matters, y actualmente es embajadora de Disney nature.
En 2011, Goodall apadrinó al grupo de protección animal australiano, Voiceless, The Animal Protection Institute (Sin voz, el Instituto de Protección Animal). «Por décadas he sentido preocupación por la granja, en parte por el tremendo daño que se inflige al medio ambiente, pero también por la impactante crueldad perpetuada en millones de seres sensibles».
En 2012 Goodall tomó el rol de retadora en el Desafío de Participación en la Conservación con la Escuela DO, antes conocida como Academia D&F. Trabajó con un grupo de aspirantes a emprendedor social para crear un taller que pusiera en contacto a gente joven con la conservación de la biodiversidad, y para atacar el problema percibido de la falta de consciencia global en el tema.
En 2014 Goodall escribió a ejecutivos de Air France criticando el continuo transporte de monos hacia laboratorios realizado a través de esa aerolínea. Según Goodall esta práctica era «cruel y traumática» para los monos involucrados. El mismo año, Goodall también escribió a los Institutos Nacionales de Salud (National Institutes of Health o NIH) criticando los experimentos de privación maternal realizados en monos bebé en sus laboratorios.
Antes de las elecciones generales del Reino Unido de 2015, ella era una de varias celebridades que aprobaban la candidatura parlamentaria de Caroline Lucas del Partido Verde de Inglaterra y Gales.
Goodall critica la caza de zorro y fue una de las más de veinte personas famosas que firmaron una carta a los miembros del parlamento británico en 2015, para oponerse al plan del primer ministro conservador David Cameron que buscaba enmendar el Acta de Caza de 2004 que la prohibía.
En 2020 puso voz a un poema de Tom Rivett-Carnac apelando a la esperanza después de la pandemia del COVID-19.

## Críticas

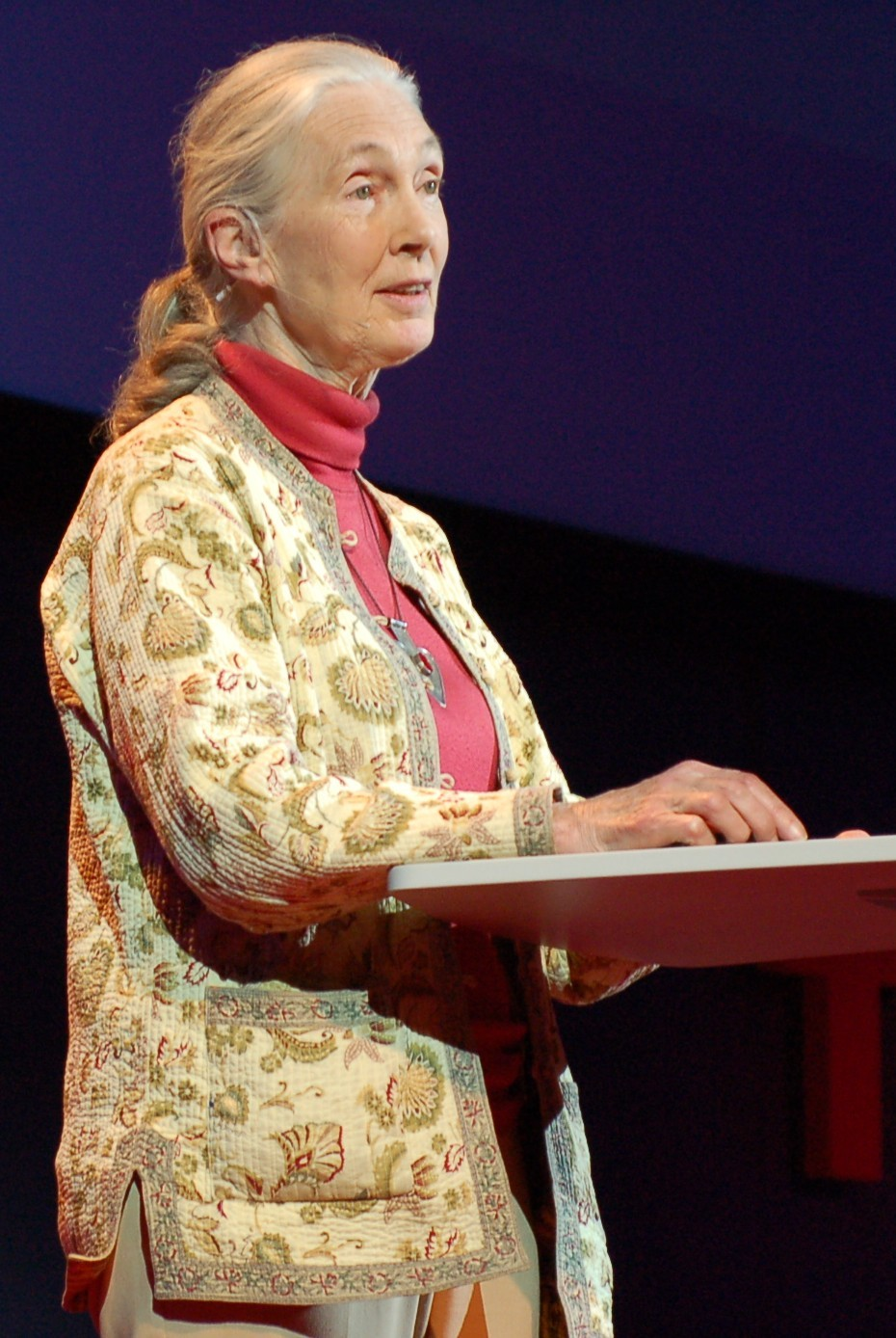
Goodall en una charla TED Global de 2007

Algunos primatólogos han sugerido fallos en la metodología de Goodall, cuestionando la validez de sus observaciones. Goodall utilizó prácticas poco convencionales en su estudio, por ejemplo, el ponerle nombres a los individuos en vez de numerarlos, como era habitual en esa época. La numeración se utilizaba para prevenir el apego emocional y la pérdida de objetividad. 
Goodall escribió al respecto en 1993: «Cuando, a principios de los 60, me puse a usar con total descaro palabras como infancia,  adolescencia, motivación, estado de ánimo,  recibí muchas críticas. Peor aún fue que me atreviera a sugerir que los chimpancés tenían personalidades. Atribuirle a los animales no humanos unas características humanas equivale a cometer el pecado más grave de la etología: el antropomorfismo.»
Muchos métodos estandarizados buscan evitar la interferencia por parte de los observadores, y en particular, algunos creen que el uso de estaciones de alimento para atraer a los chimpancés de Gombe ha alterado los patrones de forrajeo y alimentación, así como sus relaciones sociales. Este argumento es el enfoque de un libro publicado por Margaret Power en 1991. Se ha planteado que esta alimentación dio lugar a niveles más altos de agresión y conflicto con otros grupos de chimpancés en la zona y, que pudo haber generado las «guerras» entre los grupos sociales de los chimpancés que Goodall describe, aspectos que no se habían presenciado en los años previos a la alimentación artificial en Gombe. En consecuencia, hay quienes consideran las observaciones de Goodall como distorsiones de la conducta normal de los chimpancés. Goodall misma reconoció que la alimentación contribuyó a la agresión dentro y entre los grupos, pero mantuvo que el efecto se limitaba a la alteración de la intensidad y no a la naturaleza del conflicto entre chimpancés, y sugirió que la alimentación fue necesaria para que el estudio fuera efectivo. Craig Stanford del Instituto de Investigación Jane Goodall en la Universidad del Sur de California afirma que los investigadores que llevan a cabo estudios sin aprovisionamiento encuentran difícil observar las conductas sociales de los chimpancés, especialmente aquellas relacionadas con conflictos intergrupales.
Algunos estudios recientes como los realizados por Crickette Sanze en el Triángulo de Gualougo (Congo) y Christophe Boesch en el parque nacional de Taï (Costa de Marfil) no han mostrado la agresión observada en los estudios de Gombe. Sin embargo, no todos los primatólogos concuerdan con que los estudios son incorrectos; por ejemplo, Jim Moore ha criticado las afirmaciones de Margaret Powers y otros estudios de otros grupos de chimpancés han mostrado agresión similar a la de Gombe aún en ausencia de alimentación
El 22 de marzo de 2013, el grupo editorial Hachette anunció que el libro de Goodall y su coautora Gail Hudson, Seeds of Hope (Semillas de esperanza), no sería lanzado el 2 de abril como estaba previsto, dado que se habían hallado secciones plagiadas. Un crítico del Washington Post encontró secciones sacadas de sitios web acerca del té ecológico, tabaco y «un sitio de astrología amateur» así como de Wikipedia, a las que no se les había dado crédito. Goodall se disculpó y afirmó que: «Es importante para mí que todas las fuentes estén debidamente acreditadas, y voy a trabajar diligentemente con mi equipo para atender a todas las áreas que lo requieran. Mi objetivo es asegurarme de que cuando este libro se publique esté a la altura de los estándares más elevados, y que destaquen los mensajes cruciales que contiene».

### Condecoraciones

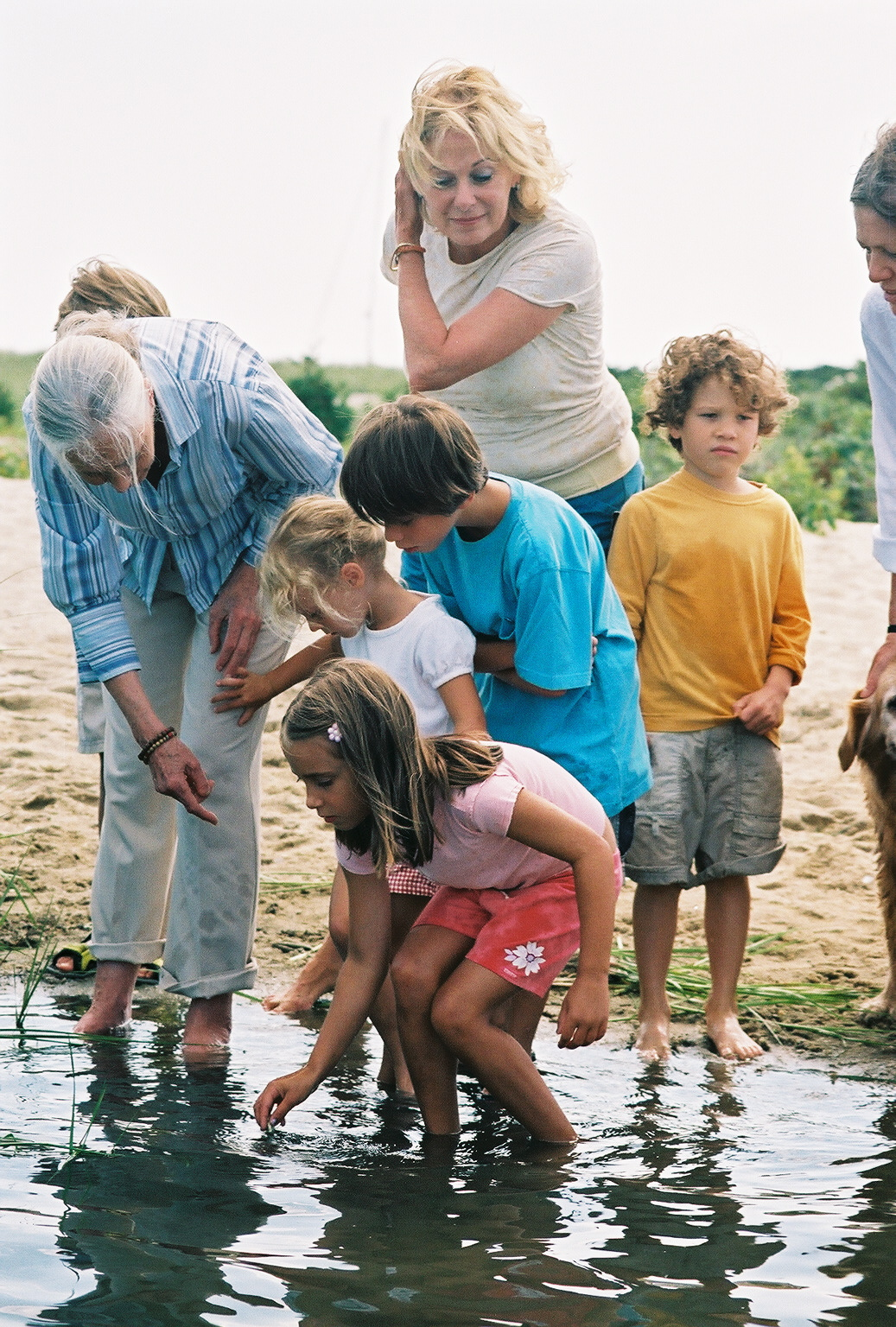
Goodall enseñando en 2006 acerca de los pantanos en Martha's Vineyard, EE. UU.

### Premios

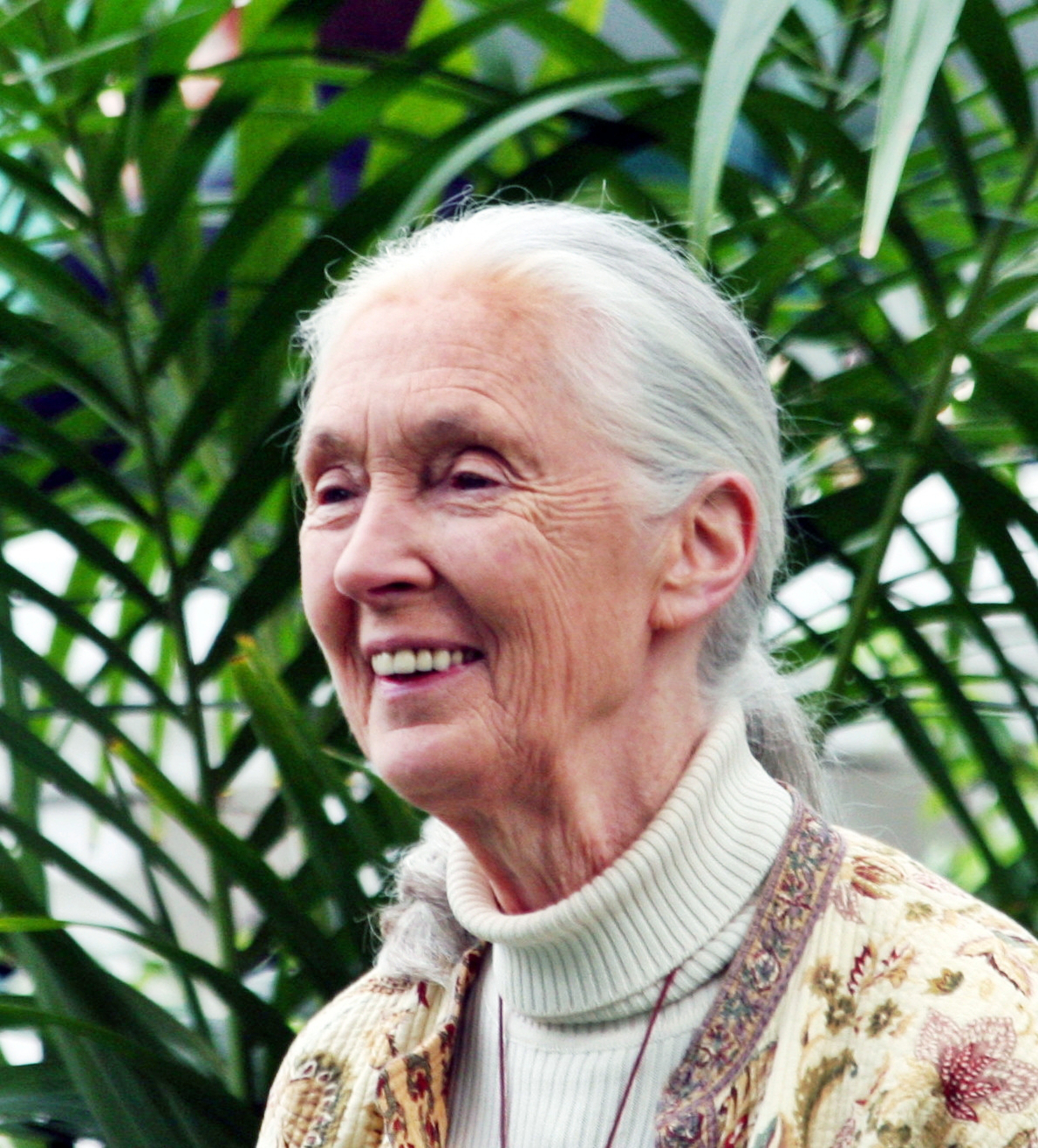
Desfile del Torneo de las Rosas La Gran Alguacil Dra. Jane Goodall, 11° Gran Alguacil Femenina, en la Casa del Torneo, 2012